# Gary Brabham
Pour les articles homonymes, voir Brabham.
Pas d'image ? Cliquez ici
Gary Brabham, né le 29 mars 1961 à Wimbledon, en Angleterre, est un ancien pilote automobile australien.

## Biographie
Gary Brabham est l'un des trois fils du triple champion du monde de Formule 1 Jack Brabham. Venu tardivement au sport automobile, il commence à se faire un nom sur la scène internationale en terminant vice-champion de Formule 3 britannique en 1988. Ses succès lui valent d'ailleurs d'obtenir en fin d'année une séance d'essais privés pour le compte de l'écurie de Formule 1 Benetton-Ford. En 1989, Brabham dispute et remporte le championnat britannique de Formule 2. Parallèlement, il effectue de nouveaux tests en F1: chez March, ainsi que chez Brabham (une équipe dans laquelle son père n'est plus impliqué).
Au début de la saison 1990, Gary Brabham accepte de s'engager avec la petite écurie italienne Life Racing Engines, qui débute en Formule 1. Le pilote australien est conscient qu'au sein d'une si modeste structure, il ne pourra guère briller, mais il n'imagine probablement pas qu'il va participer à une véritable pantalonnade. Compte tenu du nombre élevé d'engagés, les plus modestes équipes (dont Life) doivent disputer le vendredi matin une séance de préqualification, destinée à déterminer celles qui pourront participer aux qualifications proprement dites. Brabham ne passera jamais ce cap. Au Grand Prix des États-Unis à Phoenix, la Life de Brabham ne boucle que quelques tours au ralenti avant que son moteur ne parte en fumée. Au Grand Prix du Brésil, c'est encore pire puisque son moteur casse dans l'allée des stands, et qu'il n'effectue que quelques hectomètres en roue libre. Devant tant d'amateurisme, il préfère claquer la porte. L'équipe Brabham (qui vient de se séparer de Gregor Foitek) cherche à l'engager, mais à la suite d'un quiproquo familial, c'est finalement son frère David qui décroche le volant. Gary termine alors la saison en F3000, justement à la place de David.
Avec une réputation très écornée par ses deux apparitions chez Life, Gary ne peut guère espérer obtenir une nouvelle chance en Formule 1. Il se tourne alors vers les États-Unis, où il effectue quelques apparitions en CART, et surtout en IMSA, le championnat d'endurance. En 1991, il remporte ainsi les 12 Heures de Sebring en équipage avec Derek Daly et son frère Geoff.
Il met un terme à sa carrière en 1995 pour se reconvertir en tant que moniteur dans des stages de pilotage en Australie. 
En mars 2016, il est reconnu coupable d'avoir, de 2003 à 2007, violé une fillette âgée de 6 ans en 2003. Un tribunal de Brisbane, le condamne à 18 mois de prison, dont au moins six ferme, en août 2016.

## Résultats en championnat du monde de Formule 1
| Saison | Ecurie              | Châssis | Moteur     | Pneus    | GP disputés | Points inscrits | Classement |
| ------ | ------------------- | ------- | ---------- | -------- | ----------- | --------------- | ---------- |
| 1990   | Life Racing Engines | L190    | Rocchi W12 | Goodyear | 0           | 0               | Non classé |

## Palmarès
- Champion de Grande-Bretagne de Formule 2 en 1989
- Vainqueur des 12 Heures de Sebring 1991